# 朱秉楱
汧陽莊靖王朱秉楱（1490年7月20日—1554年8月20日），號懋齋，明朝秦藩第三代汧陽王，汧陽安裕王朱誠洌之庶第一子，生母劉氏。

## 生平
弘治三年七月四日（1490年7月20日）生。同年十一月，獲賜名秉楱。弘治十四年（1501年），獲賜《為善陰隲》《孝順事實》等書。
弘治十五年（1502年），汧陽安裕王朱誠洌去世。弘治十八年（1505年），朱秉楱奏請襲爵。禮部會議稱，《皇明祖訓》無郡王庶子襲封之制，請止授以鎮國將軍，以奉祀事。明孝宗從之。經朱秉楱再次奏請，於正德三年（1508年）襲封汧陽王。
嘉靖三十三年七月二十三日（1554年8月20日）薨，享年六十五歲，在位四十七年，諡號莊靖。因其二子俱未名時即夭折，汧陽王的封爵被廢除。之後汧陽王府由何人奉祀，待考。

## 家庭

### 妻
- 嵇氏（？－1519年），初封鎮國將軍夫人，正德三年（1508年）進封汧陽王妃[7]。

## 墓葬
朱秉楱墓在今陝西省西安市雁塔區曲江街道金乎沱村。2003年9月，西安市文物保護考古所對該墓進行了發掘，出土有壙誌一盒、彩繪貼金漆棺一具、殘損瓷器若干。